# نورس‌ها
نورس‌ها (به انگلیسی: Norseman)، نام مردمانی است که در بین قرن‌های هشتم تا یازدهم میلادی به  زبانی که امروزه زبان نورس باستان می‌نامیم تکلم می‌کرده‌اند. این زبان متعلق است به شاخه زبان‌های ژرمنی شمالی از زبان‌های هندواروپایی. زبان‌های ژرمنی شمالی یا زبان‌های اسکاندیناویایی زبان‌هایی از شاخه هندواروپایی و یکی از شاخه‌های زبان‌های ژرمنی هستند. این زبان‌ها عبارتند از: زبان دانمارکی، زبان سوئدی، زبان نروژی، زبان ایسلندی و زبان فاروئی. آنها  افسانه های اسکاندیناوی را گسترش دادند.
نام نورسها یا نورسمن اشاره دارد به مردمان شمال و شمال شرق که به زبان نورس کهن صحبت می‌کردند و در مناطق جنوبی و مرکزی اسکاندیناوی، (سوئد، نروژ و دانمارک امروزی) زندگی می‌کردند. نورسها با مناطق مختلف اروپا روابط تجاری داشتند و قسمتهای بزرگی از بریتانیا، فرانسه و روسیه را به تسخیر خود درآورده بودند. آنها دریانوردانی بودند که با کشتی های مخصوص خود از طریق دریا به ایسلند و گرینلند رفته و ۵ قرن قبل از کریستف کلمب به کانادا و آمریکا رسیدند.

نقشه نشان دهنده مکان‌های سکونت، مورد حمله و مسیرهای تجاری نورس‌ها بین قرنهای هشتم و یازدهم میلادی (عصر وایکینگ‌ها) است.